# Gbangari
Gbangari est un village du Cameroun situé dans la région de l'Est et le département de la Kadey, à proximité de la frontière avec la République centrafricaine. Il fait partie de l'arrondissement (commune) de Batouri.

## Population
En 1966 le village comptait 36 habitants, principalement Kaka. Lors du recensement de 2005, 58 personnes y étaient dénombrées.